# Studiolo

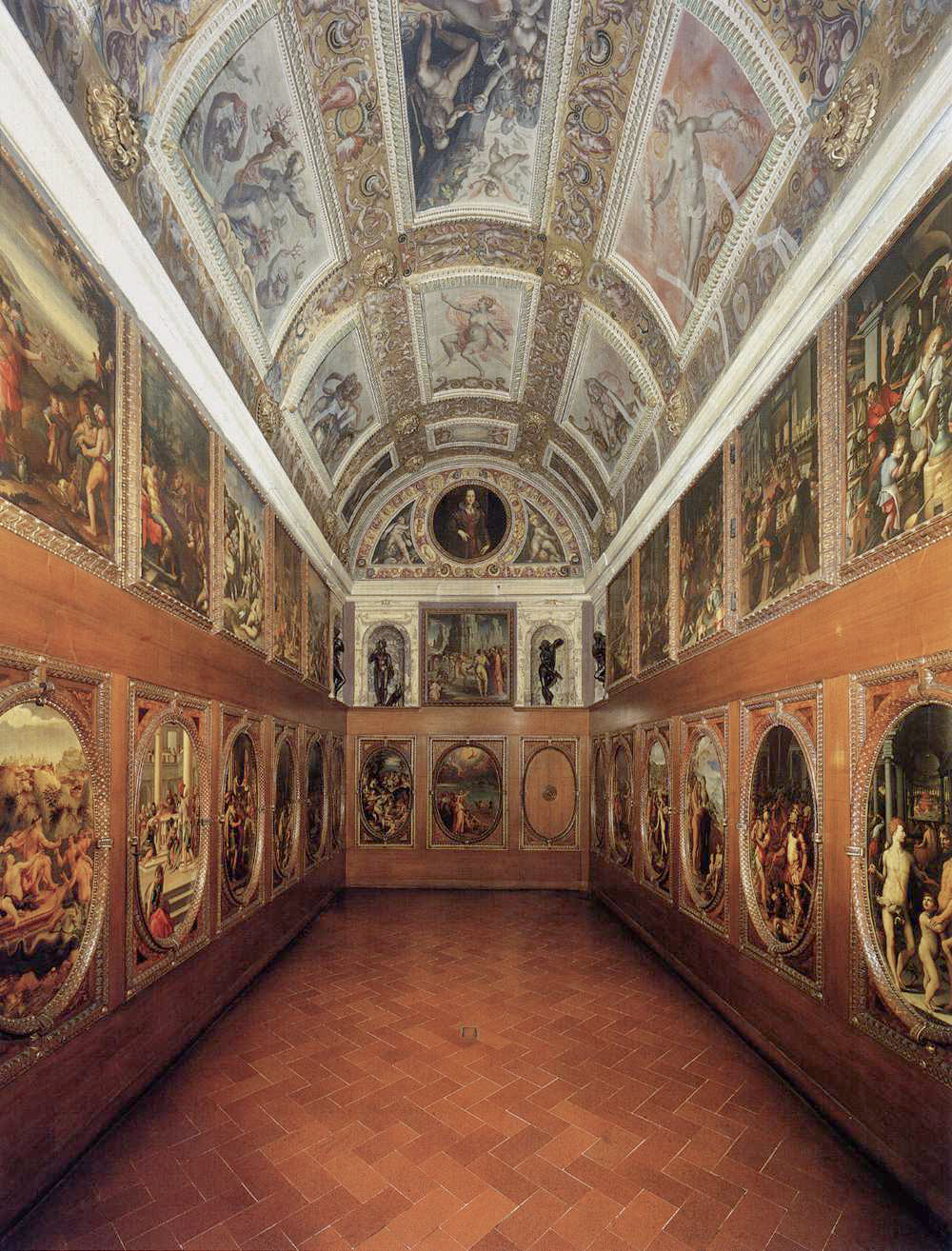
Bild des Studiolo von Francesco I. de’ Medici

Studiolo bezeichnet einen dem Studium und der Beschäftigung mit den Künsten gewidmeter Raum.
Im 14. Jahrhundert bezeichnete das Studiolo ein Arbeitszimmer von Päpsten und anderen Herrschern. Der Raumtypus des Studiolo entstand in der Renaissance, nachdem frühe italienische Humanisten den Begriff auch für ein besonderes „Gehäuse“ ihrer geistigen Welt und Tätigkeit ansahen. Typisch für ein Studiolo sind die mit Gelehrtenporträts und illusionistischen Intarsien (Trompe-l’œil) oder Allegorien geschmückten Wände sowie die ikonographisch sich zeigende Ausstattung mit Uhr und Spiegel. Studiolos sind mit Kunstwerken, Studienobjekten und Büchern ausgestattet und dienen zum aktiven Studieren und für kontemplatives Reflektieren. Das bekannteste ist das für Francesco I. de’ Medici 1570–1572 von Giorgio Vasari geschaffene Studiolo im Palazzo Vecchio in Florenz.
Isabella d’Este war die erste Frau, die sich zwischen 1497 und 1523 ein Studiolo im Palazzo Ducale in Mantua  einrichten ließ. Ihr dienten wahrscheinlich das Studiolo ihres Onkels Leonello d’Este in der Villa di Belfiore (bei Ferrara) und das des Federico da Montefeltro in Urbino als Vorbild.